# Arrondissement di Clermont-Ferrand
L'arrondissement di Clermont-Ferrand è una suddivisione amministrativa francese, situata nel dipartimento del Puy-de-Dôme e nella regione dell'Alvernia-Rodano-Alpi.

## Composizione
L'arrondissement di Clermont-Ferrand raggruppa 119 comuni in 25 cantoni:
- cantone di Aubière
- cantone di Beaumont
- cantone di Billom
- cantone di Bourg-Lastic
- cantone di Chamalières
- cantone di Clermont-Ferrand-Centre
- cantone di Clermont-Ferrand-Est
- cantone di Clermont-Ferrand-Nord
- cantone di Clermont-Ferrand-Nord-Ovest
- cantone di Clermont-Ferrand-Ovest
- cantone di Clermont-Ferrand-Sud
- cantone di Clermont-Ferrand-Sud-Est
- cantone di Clermont-Ferrand-Sud-Ovest
- cantone di Cournon-d'Auvergne
- cantone di Gerzat
- cantone di Herment
- cantone di Montferrand
- cantone di Pont-du-Château
- cantone di Rochefort-Montagne
- cantone di Royat
- cantone di Saint-Amant-Tallende
- cantone di Saint-Dier-d'Auvergne
- cantone di Vertaizon
- cantone di Veyre-Monton
- cantone di Vic-le-Comte.